# Comunele Cehiei (Č)
Aceasta este o listă a comunelor din Republica Cehă care încep cu litera Č.
Această listă este generată cu date din Wikidata și este actualizată periodic de un robot.
 Editările făcute în listă vor fi șterse la următoarea actualizare!
| #   | Comună              | Populație | Suprafață (km2) | districtul                     |
| --- | ------------------- | --------- | --------------- | ------------------------------ |
| 1   | České Budějovice    | 97.231    | 55,6            | districtul České Budějovice    |
| 2   | Česká Lípa          | 36.815    | 66,1            | districtul Česká Lípa          |
| 3   | Český Těšín         | 23.075    | 33,8            | districtul Karviná             |
| 4   | Česká Třebová       | 15.010    | 40,99           | districtul Ústí nad Orlicí     |
| 5   | Český Krumlov       | 12.797    | 22,17           | districtul Český Krumlov       |
| 6   | Čelákovice          | 12.474    | 15,88           | districtul Praga-Est           |
| 7   | Čáslav              | 10.399    | 26,46           | districtul Kutná Hora          |
| 8   | Červený Kostelec    | 8.262     | 24,07           | districtul Náchod              |
| 9   | Černošice           | 7.712     | 9,06            | districtul Praga-Vest          |
| 10  | Český Brod          | 7.487     | 19,7            | districtul Kolín               |
| 11  | Česká Kamenice      | 5.037     | 38,77           | districtul Děčín               |
| 12  | Česká Skalice       | 5.020     | 17,36           | districtul Náchod              |
| 13  | České Velenice      | 3.607     | 12,09           | districtul Jindřichův Hradec   |
| 14  | Čerčany             | 3.133     | 6,45            | districtul Benešov             |
| 15  | Červená Voda        | 2.954     | 47,33           | districtul Ústí nad Orlicí     |
| 16  | Čeladná             | 2.931     | 59,06           | districtul Frýdek-Místek       |
| 17  | Český Dub           | 2.882     | 22,57           | districtul Liberec             |
| 18  | Černilov            | 2.469     | 25,71           | districtul Hradec Králové      |
| 19  | Čejkovice           | 2.359     | 25,03           | districtul Hodonín             |
| 20  | Česká Ves           | 2.303     | 24,51           | districtul Jeseník             |
| 21  | Černá Hora          | 2.110     | 16,29           | districtul Blansko             |
| 22  | České Meziříčí      | 2.027     | 21,9            | districtul Rychnov nad Kněžnou |
| 23  | Červené Pečky       | 2.016     | 16,17           | districtul Kolín               |
| 24  | Čebín               | 1.978     | 7,23            | districtul Brno-Rural          |
| 25  | Černovice           | 1.769     | 36,52           | districtul Pelhřimov           |
| 26  | Častolovice         | 1.686     | 5,62            | districtul Rychnov nad Kněžnou |
| 27  | Červený Újezd       | 1.654     | 5,34            | districtul Praga-Vest          |
| 28  | Čkyně               | 1.553     | 20,68           | districtul Prachatice          |
| 29  | Čížkovice           | 1.511     | 7,06            | districtul Litoměřice          |
| 30  | Červenka            | 1.445     | 11,3            | districtul Olomouc             |
| 31  | Čechtice            | 1.430     | 39,41           | districtul Benešov             |
| 32  | Čížová              | 1.366     | 36,1            | districtul Písek               |
| 33  | Černčice            | 1.335     | 2,74            | districtul Louny               |
| 34  | Čelechovice na Hané | 1.329     | 7,27            | districtul Prostějov           |
| 35  | Čejč                | 1.252     | 13,29           | districtul Hodonín             |
| 36  | Černošín            | 1.196     | 42,2            | districtul Tachov              |
| 37  | Čeperka             | 1.192     | 11,33           | districtul Pardubice           |
| 38  | Čisovice            | 1.182     | 12              | districtul Praga-Vest          |
| 39  | Česká Bělá          | 1.143     | 15,99           | districtul Havlíčkův Brod      |
| 40  | Čechy pod Kosířem   | 1.129     | 9,2             | districtul Prostějov           |
| 41  | Černožice           | 1.097     | 4,23            | districtul Hradec Králové      |
| 42  | Čermná nad Orlicí   | 1.085     | 10,98           | districtul Rychnov nad Kněžnou |
| 43  | Čistá               | 1.055     | 25,2            | districtul Svitavy             |
| 44  | Červená Řečice      | 1.024     | 26,46           | districtul Pelhřimov           |
| 45  | Čimelice            | 1.017     | 10,29           | districtul Písek               |
| 46  | Černuc              | 1.012     | 21,2            | districtul Kladno              |
| 47  | Česká               | 1.010     | 1,99            | districtul Brno-Rural          |
| 48  | Česká Kubice        | 993       | 45,98           | districtul Domažlice           |
| 49  | Čejetice            | 937       | 21,04           | districtul Strakonice          |
| 50  | Čestice             | 907       | 23,21           | districtul Strakonice          |
| 51  | Čistá               | 902       | 29,05           | districtul Rakovník            |
| 52  | Čistá               | 888       | 8,99            | districtul Mladá Boleslav      |
| 53  | Čachovice           | 882       | 9,89            | districtul Mladá Boleslav      |
| 54  | Český Rudolec       | 871       | 49,28           | districtul Jindřichův Hradec   |
| 55  | Černá v Pošumaví    | 856       | 50,47           | districtul Český Krumlov       |
| 56  | Černíkovice         | 816       | 12,5            | districtul Rychnov nad Kněžnou |
| 57  | Čtyřkoly            | 800       | 2,88            | districtul Benešov             |
| 58  | Černotín            | 796       | 8,32            | districtul Přerov              |
| 59  | Čestlice            | 762       | 4,43            | districtul Praga-Est           |
| 60  | Čakovičky           | 743       | 3,14            | districtul Mělník              |
| 61  | Černá u Bohdanče    | 710       | 2,65            | districtul Pardubice           |
| 62  | Čečelice            | 701       | 11,55           | districtul Mělník              |
| 63  | Černovice           | 682       | 5,59            | districtul Chomutov            |
| 64  | Číměř               | 678       | 45,75           | districtul Jindřichův Hradec   |
| 65  | Černý Důl           | 672       | 22,16           | districtul Trutnov             |
| 66  | Čížkov              | 668       | 49,12           | districtul Plzeň-Sud           |
| 67  | České Libchavy      | 657       | 8,72            | districtul Ústí nad Orlicí     |
| 68  | Červené Janovice    | 652       | 14,98           | districtul Kutná Hora          |
| 69  | Čejov               | 635       | 8               | districtul Pelhřimov           |
| 70  | Častrov             | 628       | 35,78           | districtul Pelhřimov           |
| 71  | České Heřmanice     | 611       | 9,97            | districtul Ústí nad Orlicí     |
| 72  | Čtveřín             | 611       | 4,95            | districtul Liberec             |
| 73  | Čistá u Horek       | 593       | 10,53           | districtul Semily              |
| 74  | Česká Bříza         | 576       | 4,53            | districtul Plzeň-Nord          |
| 75  | Černolice           | 576       | 3,19            | districtul Praga-Vest          |
| 76  | Čestice             | 574       | 4,96            | districtul Rychnov nad Kněžnou |
| 77  | Čáslavice           | 564       | 10,2            | districtul Třebíč              |
| 78  | Čižice              | 558       | 2,65            | districtul Plzeň-Sud           |
| 79  | Černá Voda          | 539       | 9,97            | districtul Jeseník             |
| 80  | Čehovice            | 523       | 7,11            | districtul Prostějov           |
| 81  | Činěves             | 518       | 14,45           | districtul Nymburk             |
| 82  | Čelčice             | 514       | 4,91            | districtul Prostějov           |
| 83  | Čavisov             | 507       | 4,11            | districtul Ostrava-Oraș        |
| 84  | Čachrov             | 505       | 88,23           | districtul Klatovy             |
| 85  | Česká Čermná        | 502       | 8,93            | districtul Náchod              |
| 86  | Člunek              | 485       | 24,96           | districtul Jindřichův Hradec   |
| 87  | Číčenice            | 476       | 11,95           | districtul Strakonice          |
| 88  | Černčice            | 472       | 5,65            | districtul Náchod              |
| 89  | Čepí                | 472       | 2,48            | districtul Pardubice           |
| 90  | Čestín              | 470       | 32,55           | districtul Kutná Hora          |
| 91  | Čankovice           | 454       | 4,19            | districtul Chrudim             |
| 92  | Čučice              | 452       | 8,23            | districtul Brno-Rural          |
| 93  | Černíny             | 426       | 16,12           | districtul Kutná Hora          |
| 94  | Čermná              | 417       | 9,32            | districtul Trutnov             |
| 95  | Čeložnice           | 413       | 6,31            | districtul Hodonín             |
| 96  | Čejkovice           | 402       | 9,56            | districtul České Budějovice    |
| 97  | Čím                 | 391       | 6,19            | districtul Příbram             |
| 98  | Čermná ve Slezsku   | 389       | 12,31           | districtul Opava               |
| 99  | Částkov             | 381       | 6,59            | districtul Uherské Hradiště    |
| 100 | Čenkov              | 379       | 9,02            | districtul Příbram             |
| 101 | Česká Rybná         | 378       | 8,08            | districtul Ústí nad Orlicí     |
| 102 | Černíkov            | 375       | 16,71           | districtul Klatovy             |
| 103 | Černovice           | 375       | 13,16           | districtul Blansko             |
| 104 | Černé Voděrady      | 374       | 13,14           | districtul Praga-Est           |
| 105 | Čeminy              | 365       | 10,44           | districtul Plzeň-Nord          |
| 106 | Částkov             | 352       | 11,86           | districtul Tachov              |
| 107 | Číhošť              | 348       | 16,27           | districtul Havlíčkův Brod      |
| 108 | Čechočovice         | 346       | 3,94            | districtul Třebíč              |
| 109 | Červený Újezd       | 344       | 12,59           | districtul Benešov             |
| 110 | Čaková              | 340       | 11,93           | districtul Bruntál             |
| 111 | Číčovice            | 332       | 6,52            | districtul Praga-Vest          |
| 112 | Čechy               | 332       | 4,55            | districtul Přerov              |
| 113 | Černouček           | 327       | 3,72            | districtul Litoměřice          |
| 114 | Černousy            | 312       | 8,57            | districtul Liberec             |
| 115 | Čechtín             | 312       | 6,34            | districtul Třebíč              |
| 116 | Černá               | 308       | 10,45           | districtul Žďár nad Sázavou    |
| 117 | Černava             | 308       | 7,07            | districtul Karlovy Vary        |
| 118 | Česká Metuje        | 306       | 9,7             | districtul Náchod              |
| 119 | Čeradice            | 304       | 12,66           | districtul Louny               |
| 120 | Čakov               | 303       | 9,02            | districtul České Budějovice    |
| 121 | Čížov               | 297       | 7,08            | districtul Jihlava             |
| 122 | Čížkrajice          | 291       | 9               | districtul České Budějovice    |
| 123 | Čermná              | 262       | 3,25            | districtul Domažlice           |
| 124 | Češov               | 247       | 8,75            | districtul Jičín               |
| 125 | Čejkovice           | 240       | 9,2             | districtul Znojmo              |
| 126 | Číhalín             | 240       | 6,34            | districtul Třebíč              |
| 127 | Čilec               | 240       | 4,6             | districtul Nymburk             |
| 128 | Černěves            | 239       | 4,56            | districtul Litoměřice          |
| 129 | Červené Poříčí      | 234       | 4,83            | districtul Klatovy             |
| 130 | Číměř               | 230       | 4,34            | districtul Třebíč              |
| 131 | Časy                | 228       | 2,58            | districtul Pardubice           |
| 132 | Číchov              | 223       | 9,57            | districtul Třebíč              |
| 133 | Číhaň               | 221       | 8,52            | districtul Klatovy             |
| 134 | Čepřovice           | 211       | 10,21           | districtul Strakonice          |
| 135 | Čerňovice           | 198       | 9,25            | districtul Plzeň-Nord          |
| 136 | Červený Hrádek      | 196       | 6,8             | districtul Jindřichův Hradec   |
| 137 | Častohostice        | 196       | 3,5             | districtul Třebíč              |
| 138 | Čikov               | 195       | 9,68            | districtul Třebíč              |
| 139 | Čečelovice          | 192       | 6,55            | districtul Strakonice          |
| 140 | Čistěves            | 191       | 2,6             | districtul Hradec Králové      |
| 141 | Červená Hora        | 190       | 2,1             | districtul Náchod              |
| 142 | Čenkovice           | 186       | 5,97            | districtul Ústí nad Orlicí     |
| 143 | Červená Lhota       | 185       | 7,4             | districtul Třebíč              |
| 144 | Červená Třemešná    | 184       | 6,56            | districtul Jičín               |
| 145 | Český Šternberk     | 184       | 5,47            | districtul Benešov             |
| 146 | Černíky             | 170       | 3,88            | districtul Kolín               |
| 147 | Čachotín            | 169       | 6,3             | districtul Havlíčkův Brod      |
| 148 | Čichalov            | 164       | 12,83           | districtul Karlovy Vary        |
| 149 | Černín              | 163       | 9,94            | districtul Znojmo              |
| 150 | Čímice              | 162       | 6,67            | districtul Klatovy             |
| 151 | Černiv              | 155       | 3,17            | districtul Litoměřice          |
| 152 | České Petrovice     | 152       | 6,3             | districtul Ústí nad Orlicí     |
| 153 | Černovice           | 141       | 6,98            | districtul Plzeň-Sud           |
| 154 | Čížkov              | 141       | 3,03            | districtul Pelhřimov           |
| 155 | Černov              | 141       | 2,61            | districtul Pelhřimov           |
| 156 | Černvír             | 138       | 1,37            | districtul Brno-Rural          |
| 157 | Čakov               | 131       | 5,29            | districtul Benešov             |
| 158 | Čelechovice         | 130       | 2,13            | districtul Přerov              |
| 159 | Čmelíny             | 127       | 4,65            | districtul Plzeň-Sud           |
| 160 | Černíč              | 125       | 7,63            | districtul Jihlava             |
| 161 | České Lhotice       | 123       | 5,63            | districtul Chrudim             |
| 162 | Český Jiřetín       | 107       | 33,63           | districtul Most                |
| 163 | Čáslavsko           | 107       | 9,57            | districtul Pelhřimov           |
| 164 | Čermákovice         | 103       | 5,32            | districtul Znojmo              |
| 165 | Čečovice            | 101       | 4,55            | districtul Plzeň-Sud           |
| 166 | Čelistná            | 92        | 3,08            | districtul Pelhřimov           |
| 167 | Čečkovice           | 90        | 2,43            | districtul Havlíčkův Brod      |
| 168 | Černíkovice         | 88        | 3,37            | districtul Plzeň-Nord          |
| 169 | Černýšovice         | 80        | 10,14           | districtul Tábor               |
| 170 | Čenkov u Bechyně    | 61        | 1,35            | districtul České Budějovice    |
| 171 | Čejkovice           | 28        | 1,95            | districtul Kutná Hora          |
| 172 | Čilá                | 19        | 1,91            | districtul Rokycany            |